# Talkeetna River
Der Talkeetna River ist ein etwa 140 Kilometer langer linker Nebenfluss des Susitna Rivers im Süden des US-Bundesstaates Alaska.

## Verlauf
Er entspringt dem am Sovereign Mountain gelegenen Talkeetna-Gletscher in den Talkeetna Mountains, fließt zunächst in nördlicher, dann in südwestlicher Richtung und mündet bei Talkeetna in den Susitna River, der in das Cook Inlet fließt.
Der Talkeetna River entwässert ein Areal von 5200 km². Der mittlere Abfluss beträgt 114 m³/s.